# 가이우스 라일리우스
가이우스 라일리우스(Gaius Laelius, 기원전 234년? ~ 기원전 160년 이후)는 고대 로마의 정치가이자 장군으로, 스키피오 아프리카누스의 친구로 그를 따라 이베리아 반도의 군사 작전을 수행하였다. 그는 카르타고 노바를 공격할 당시 로마 함대를 지휘하였으며 자마 전투에서 로마-누미디아 기병대를 이끌어 스키피오의 승리에 기여하였다.